# Loustal (groupe de musique)
Pour l'auteur de BD, voir Loustal.

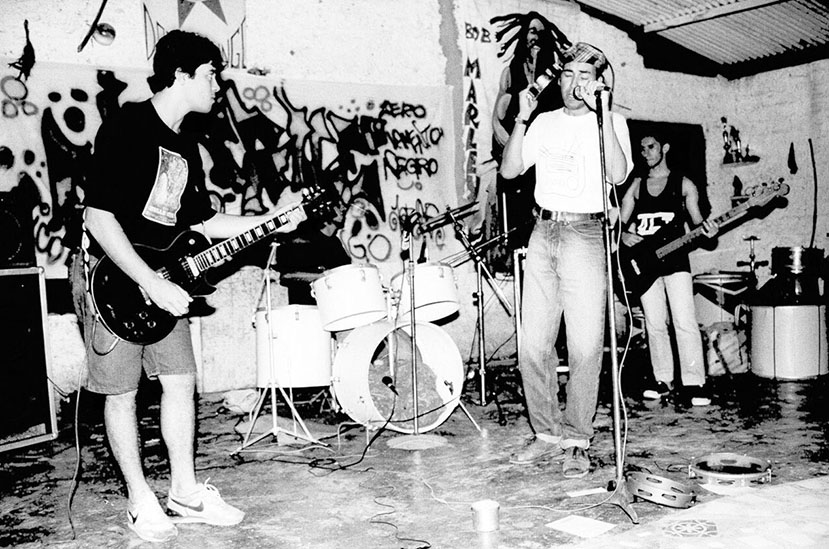
Chico Science & Loustal.

Loustal était un groupe de musique brésilien créé à la fin des années 1980 et qui s'était nommé ainsi en hommage au dessinateur français de BD Jacques de Loustal dit Loustal.
L'idée du groupe était de travailler sur du rock 'n' roll des années 1960, en incluant des éléments venant de la soul, du funk et du hip-hop.
C'est dans ce groupe que Francisco França commença à développer un style qu'il le rendra célèbre sous le nom de Chico Science.